# Mesontoplatys rubrus
Mesontoplatys rubrus är en skalbaggsart som beskrevs av Bordat 1992. Mesontoplatys rubrus ingår i släktet Mesontoplatys och familjen Aphodiidae. Inga underarter finns listade i Catalogue of Life.